# Národný Atletický Štadión
Het Národný Atletický Štadión is een multifunctioneel stadion in Banská Bystrica, een stad in Slowakije. 
De bouw van het stadion begon in 1957 en duurde twee. In 1959 werd het geopend. In het stadion passen 9.881 toeschouwers. Daarvan zijn er ruim 8.000 zitplaatsen. In 2021 werd het stadion gerenoveerd. In het stadion ligt een grasveld. 
Het stadion werd gebruikt door voetbalclub MFK Dukla Banská Bystrica. In het stadion kunnen ook atletiekwedstrijden gespeeld worden. Het stadion wordt ook gebruikt voor wedstrijden op het Europees kampioenschap voetbal mannen onder 19 van 2022. Er staan drie groepswedstrijden gepland.